# ゲンナジイ・アイギ
ゲンナジイ・ニコラエビッチ・アイギ（ラテン文字：Gennadiy(Gennadii) Nikolaevich Aygi、チュヴァシ語: Геннадий Николаевич Айхи、ロシア語: Геннадий Николаевич Айги、1934年8月21日 - 2006年2月21日）は、ロシア連邦（旧ソビエト社会主義共和国連邦）のチュヴァシ共和国シャイムルジノ村出身の詩人。チュヴァシ人。

## 人物
父親がロシア語教師、また一説には母方の祖父は村最後のシャーマンだったといい、少年時代からチュヴァシ語とロシア語のバイリンガルとして育つ。初めチュヴァシ語で詩を書くが、ゴーリキー大学在学中にパステルナークらに詩才を認められ、ロシア語での本格的な詩作活動に入る。後に同大学を除名され、以降マヤコフスキー博物館学芸員となる。チュヴァシ語とロシア語で作品を発表しているが、ロシアでアイギのロシア語作品が本格的に紹介される様になったのは1996年からのことである。それまではフランス、ドイツや東ヨーロッパ諸国で紹介されていた。複雑な隠喩とイメージを駆使する実験的な作風は象徴派に通じ、「ヴォルガのマラルメ」の異名を取る。扱うテーマ群から「沈黙と静寂の詩人」とも呼ばれる。1993年ストルガ詩の夕べ金冠賞受賞。